# Milan Antal
Milan Antal född 1935, död 1999, var en slovakisk astronom.
Han var verksam vid Observatórium Skalnaté pleso och Toruń Centre for Astronomy.
Minor Planet Center listar honom som M. Antal och som upptäckare av 17 asteroider.
Asteroiden 6717 Antal är uppkallad efter honom.

## Asteroider upptäckta av Milan Antal
| 1807 Slovakia    | 20 augusti 1971  |
| 3393 Štúr        | 28 november 1984 |
| 3730 Hurban      | 4 december 1983  |
| 4573 Piešťany    | 5 oktober 1986   |
| 5025 Mecisteus   | 5 oktober 1986   |
| 6545 Leitus      | 5 oktober 1986   |
| 7641 Cteatus     | 5 oktober 1986   |
| 9543 Nitra       | 4 december 1983  |
| 10293 Pribina    | 5 oktober 1986   |
| 11014 Svätopluk  | 23 augusti 1982  |
| 13916 Bernolák   | 23 augusti 1982  |
| 16435 Fándly     | 7 november 1988  |
| 19955 Hollý      | 28 november 1984 |
| 20991 Jánkollár  | 28 november 1984 |
| 23444 Kukučín    | 5 oktober 1986   |
| (32773) 1986 TD  | 5 oktober 1986   |
| (48413) 1986 TB7 | 9 oktober 1986   |